# Агентство аерокосмічних досліджень Японії
Аге́нтство аерокосмі́чних дослі́джень Япо́нії (яп. 宇宙航空研究開発機構, うちゅうこうくうけんきゅうかいはつきこう — учю:ко:ку:кенкю:кайхацукіко:; англ. Japan Aerospace eXploration Agency, JAXA) — державне агентство, яке відповідає за космічну та авіаційну програму Японії. Було створено завдяки злиттю трьох раніше незалежних організацій 1 жовтня 2003 року. Девіз агентства — One JAXA, а корпоративний слоган — Explore to Realize (раніше Reaching for the skies, exploring space).

## Історія
JAXA було створено 1 жовтня 2003 шляхом об'єднання 3 раніше незалежних організацій: японський Інститут космонавтики та аеронавтики (Institute of Space and Aeronautical Science, ISAS), Національна аерокосмічна лабораторія Японії (National Aerospace Laboratory of Japan, NAL), і японське Національне агентство з дослідження космосу (National Space Development Agency, NASDA).

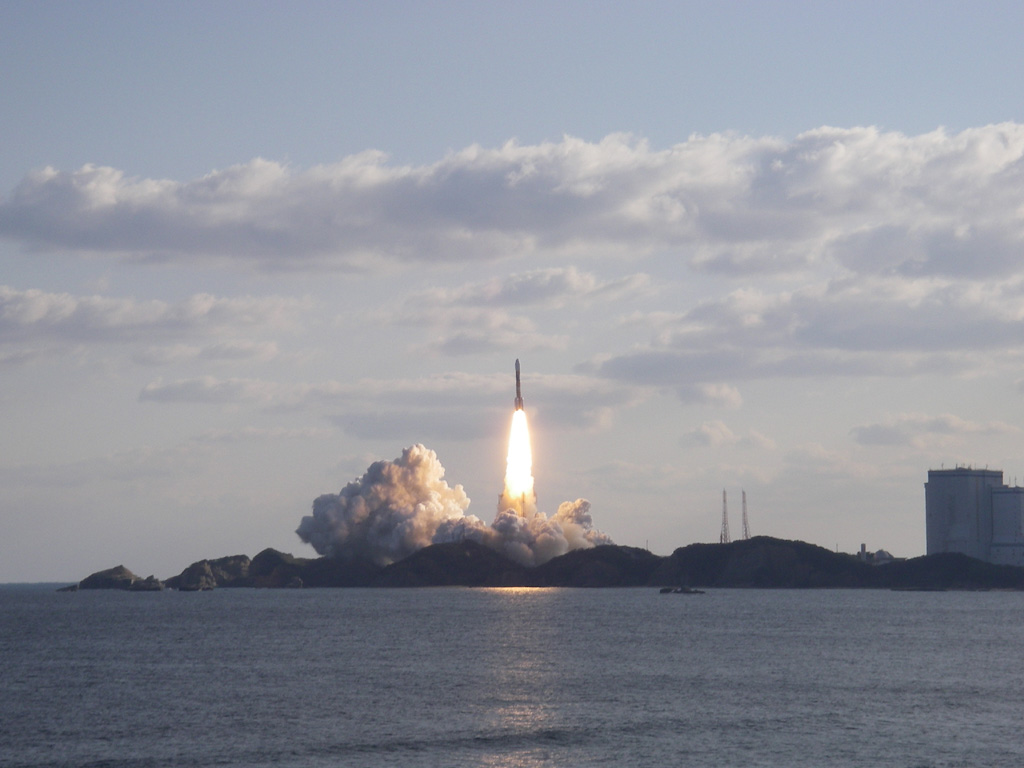
Запуск «H-IIA» с КА Кіку-8

## Ракети-носії
На даний час JAXA використовує наступні типи ракет:
- ракету-носій H-IIA (ейч-ту-ей), створену NASDA, для запуску метеорологічних супутників;
- ракету-носій М-5, створену ISAS для наукових місій;
- ракету-носій H3 (H3TF2)[5][6][7].

Японська приватна компанія Space One для орбітальних запусків застосовує: 
- ракету-носій Advanced&Instant Rocket System (KAIROS), яка створена компанією IHI Aerospace, інвестором Space One, і раніше використовувалася на ракеті Epsilon, розробленої IHI та Японським агентством аерокосмічних досліджень (JAXA)[8].

JAXA спільно з Ісікавадзіма-Харіма Хеві Індастріз (IHI), Lockheed Martin, Galaxy Express Corporation (GALEX) розробляє ще одну серію ракет GX. Це буде перша у світі ракета-носій, яка використовує як паливо скраплений газ. В минулому використовувалися й інші типи ракет легкого класу, такі як J-I. Однак життєвий цикл експлуатації у них виявився коротким.

## Космодроми
JAXA використовує два космодроми:
- Танегасіма;
- Утінора.

## Програми

### Ібукі
Супутник дистанційного зондування Землі, перший у світі космічний апарат, чиїм завданням є моніторинг парникових газів.

### Дослідження Місяця

#### Місія LUNAR-A
Після Hiten в 1990 р., ISAS планував розвідувальну місію до місяця LUNAR-A, але після затримки через технічні проблеми проєкт був припинений в січні 2007 р. Дизайн сейсмометра пенетратора для Lunar може бути використаний в майбутніх місіях.

#### Місія SLIM
7 вересня 2023 року, відповідно повідомленням інформаційного агентства Kyodo з посиланням на Агентство аерокосмічних досліджень Японії (JAXA), було здійснено запуск ракети-носія H-IIA, яка вивела на орбіту Землі штучний супутник XRISM з першим місячним посадковим модулем та місяцеходом SLIM. Очікується, що він здійснить посадку на поверхню Місяця в межах 100 метрів від місця поблизу кратера Шиолі на ближньому боці супутника Землі. Це була четвер та спроба за рік. Японія хоче стати п'ятою країною, яка висадилася на Місяці, після США, Радянського Союзу, Китаю та Індії. Місія обійшлася Японії в $100 мільйонів доларів. Країна хоче довести, що здатна посадити на Місяць легкий і недорогий космічний корабель.

### Дослідження Марса
28 грудня 2023 року, за повідомленням видання New Scientist, японське космічне агентство JAXA оголосило про плани запуску у вересні 2024 року своєї амбітної місії на супутник Марса, Фобос. Космічна станція з назвою Martian Moons eXploration (MMX) буде оснащена ровером і модулем для збору зразків з Фобоса, після чого вони будуть доставлені на Землю.

## Співпраця в рамках МКС
8 березня 2024 року, мешканець Флориди (США) повідомив, що на його будинок впав уламок космічного сміття з МКС. Майже кілограмовий шматок металу пробив дах будинку та пройшов через підлогу другого поверху, трохи не зачепивши одного з членів родини. О 14:29 того дня, Космічне командування США справді зареєструвало входження космічного сміття в атмосферу та його рух до північно-західної Флориди, а о 14:34 у будинок дійсно стався приліт. NASA проводить розслідування, в ході якого попередньо з'ясовано, що викинутий у 2021 році з МКС вантажний піддон зі старими батареями хоча й належав NASA, однак піддон запускала Японська космічна агенція, тож відповідати, можливо, буде вона.
10 грудня 2024 року, з японського модуля «Кібо» на МКС, було здійснено запуск на орбіту міні-супутника формату CubeSat «Onglaisat», який був розроблений спільно з тайванським космічним агентством TASA. На початку лютого 2025 року «Onglaisat» передав на Землю перші чорно-білі знімки з роздільною здатністю 2,5 м, які були виконані з висоти 410 км.

## Перспективні розробки
3 червня 2024 року, японські дослідники заявили, що вони успішно сконструювали перший у світі дерев’яний супутник. Це крихітний об’єкт у формі куба, який, як очікується, буде відправлений у космос у вересні 2024 року на борту ракети SpaceX з території США. Супутник отримав назву «LignoSat». Це 10-сантиметровий куб, виготовлений із дерев’яних панелей магнолії товщиною від 4 до 5,5 мм, рама якого частково виконана з алюмінію. Він має сонячні панелі, прикріплені до деяких боків, і важить приблизно 1 кг. «LignoSat» є результатом чотирирічної роботи команди за участю університетів Кіото та Sumitomo Forestry Co з метою використання екологічності та низької вартості  деревини при освоєнні космічного простору. Передбачається, що в майбутньому, супутники, які будуть виготовлені з деревини, будуть кращими для навколишнього середовища, коли в кінці своєї роботи вони будуть згорати в атмосфері Землі, порівняно зі звичайними супутниками, що виготовлені з металу. Наприкінці грудня 2024 року супутник «LignoSat» був запущений з борту МКС у відкритий космос.